# Het kromme huis
Het kromme huis is een detectiveverhaal van Agatha Christie dat oorspronkelijk onder de titel Crooked House in maart 1949 in de Verenigde Staten werd uitgebracht door Dodd, Mead and Company. Datzelfde jaar bracht Collins Crime Club het werk uit in het Verenigd Koninkrijk. Een eerste Nederlandstalige versie werd in 1963 uitgegeven door Luitingh-Sijthoff.

## Verhaal
Het verhaal wordt verteld door Charles Hayward, een diplomaat die tijdens de Tweede Wereldoorlog in Egypte een relatie krijgt met Sophia Leonides, kleindochter van de rijke zakenman Aristide Leonides. Ze stellen een huwelijk uit tot na de oorlog. Pas als de oorlog voorbij is, twee jaar later, ziet Charles Sophia terug in Groot-Brittannië. Haar grootvader blijkt net te zijn vermoord. Sophia wil pas toestemmen in een huwelijk als de moord op haar grootvader is opgelost. De vader van Charles heeft een hoge functie bij Scotland Yard en regelt toegang tot het huis van de familie Leonides. Charles ondersteunt inspecteur Taverner bij zijn onderzoek.
Aristide is eigenaar van een groot herenhuis (het Kromme Huis) waar nog enkele andere personen wonen:
- Brenda: Tweede, veel jongere vrouw van Aristide.
- Roger Leonides: Oudste zoon van Aristide en zijn favoriet. Mislukt als zakenman. Verlangt naar een eenvoudig leven ver weg van zijn familie.
- Clemency Leonides: Vrouw van Roger. Wetenschapper. Voelt zich ongemakkelijk door de weelde waarin ze leeft.
- Philip Leonides: Jongste zoon van Aristide. Voelt zich miskend door zijn vader en heeft zich teruggetrokken in zijn eigen wereld.
- Magda Leonides: Vrouw van Philip. Actrice met matig succes. Ziet alles als een toneelstuk waarin zij een hoofdrol speelt.
- Sophia Leonides: Oudste dochter van Philip en Magda. Heeft relatie met Charles Hayward, maar wil pas met hem trouwen als de moord is opgelost.
- Eustace Leonides: Zestienjarige zoon van Philip en Magda. Intelligente jongen die mank loopt als gevolg van polio. Is hierdoor verbitterd geraakt.
- Josephine Leonides: Twaalfjarige dochter van Philip en Magda. Vroegwijs en onaantrekkelijk meisje. Bezeten van detectiveverhalen.
- Laurence Brown: Overgevoelige dienstweigeraar en privéleraar van Eustace en Josephine.
- Janet Rowe: Nanny van Eustace en Josephine.
- Edith de Haviland: Ongetrouwde zus van Aristides eerste vrouw. Heeft na de dood van haar zuster de zorg van de kinderen op zich genomen.

Wanneer Aristide Leonides op 85-jarige leeftijd sterft, blijkt hij te zijn vergiftigd. Vanwege zijn suikerziekte kreeg Aristide insuline-injecties. Iemand heeft de insuline vervangen door het dodelijke eserine uit zijn oogdruppels. 
Scotland Yard start een onderzoek en al snel blijkt dat vrijwel iedereen een motief maar geen alibi heeft. Er is een officieel testament waarin Aristide aan vrijwel iedereen vermogen of bezittingen nalaat. Als blijkt dat dit testament echter niet getekend is, zal zijn hele vermogen toevallen aan zijn vrouw Brenda. Hiermee wordt zij meteen hoofdverdachte. Als ook nog geruchten over een geheime affaire tussen Brenda en Laurence de kop opsteken, lijkt de zaak beklonken. Dit komt de overige familieleden prima uit. Ze haten Brenda en hopen dat nu een verder schandaal uitblijft. 
Na verloop van tijd duikt een wilsbeschikking van later datum op, die door Aristide buiten zijn notaris om is opgesteld. Hierin laat hij 100.000 pond na aan zijn vrouw Brenda en zijn overige vermogen aan zijn kleindochter Sophia. Als ook nog blijkt dat Sophia hiervan op de hoogte was, wordt zij de hoofdverdachte.
Josephine gedraagt zich als een ware detective. Ze heeft een aantekenboekje waarin ze alles opschrijft wat ze ziet en hoort. Ze luistert aan deuren en pocht dat ze weet wie de moordenaar is. Kort daarop wordt ze bewusteloos gevonden in een washok. Ze heeft een marmeren deurstopper op haar hoofd gekregen die door iemand op een deur was geplaatst. 
Charles vindt vervolgens in een verstopplaats van Josephine liefdesbrieven van Brenda en Laurence. Hierop worden deze door de politie gearresteerd. Als er daarna echter een tweede moord plaatsvindt, blijkt dat de moordenaar nog vrij rondloopt. De nanny is gestorven door het drinken van vergiftigde chocolademelk die bestemd was voor Josephine. 
Charles probeert Josephine te waarschuwen voor het gevaar dat ze loopt en haar te laten vertellen wat ze weet. Maar deze geniet van alle aandacht en blijft zwijgen.
Wanneer Edith Josephine meeneemt in haar auto om ergens ice cream soda te gaan eten, stort de auto in een steengroeve en komen beide om. Later worden in het huis twee enveloppen gevonden. De ene bevat een afscheidsbrief van Edith gericht aan de politie waarin ze vertelt ongeneeslijk ziek te zijn en dat ze de verantwoordelijk op zich neemt voor alles wat er gebeurd is. De andere is gericht aan Sophia en Charles. Naast een brief bevat deze envelop ook het geheime aantekenboekje van Josephine.  
Het aantekenboekje begint met de zin: "Vandaag heb ik grootvader vermoord". Josephine beschrijft dat haar grootvader geen balletlessen wilde betalen en daarom dood moest. Na zijn dood  zouden ze immers naar Londen verhuizen, waar ze balletlessen zou kunnen volgen. Om de aandacht van zich af te leiden als mogelijke dader, liet ze de deurstopper op haar hoofd vallen. Nanny Janet werd het slachtoffer omdat ze Josephine "een klein meisje" noemde en haar moeder aanmoedigde haar naar een kostschool in Zwitserland te sturen. 
Nadat Edith het aantekenboekje had gevonden besloot ze het heft in eigen hand te nemen om zo Josephine een gruwelijke toekomst te besparen. 
Nu de zaak is opgelost kunnen Charles en Sophia trouwen. Charles krijgt voor zijn werk Perzië als standplaats. Hier zullen ze samen gaan wonen. 